# Nototherium
Nototherium — вимерлий рід сумчастих дипротодонтид з Австралії та Нової Гвінеї. Цей ссавець важив приблизно 500 кг. Це був родич більшого дипротодонта і далекий родич сучасних вомбатів.

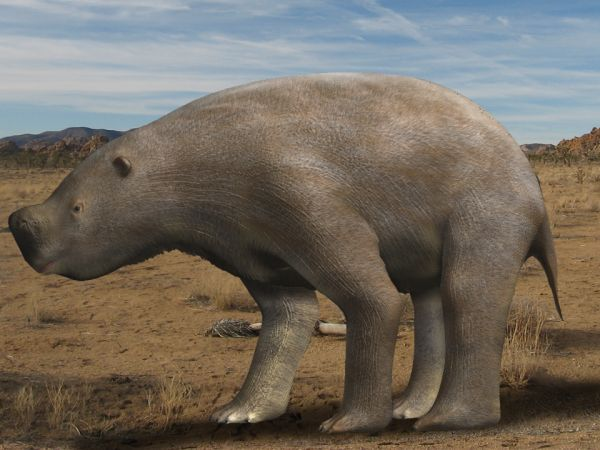
Nothotherium mitchelli, плейстоцен Австралії, комп'ютерне моделювання

## Види
- Nototherium inerme Owen, 1845
- Nototherium watutense Anderson, 1937 (раніше вважався членом Kolopsis) пліо-плейстоцен, Нова Гвінея[2]
- Nototherium mitchelli Owen, 1845 плейстоцен, Австралія (можливо, молодший синонім N. inerme)[2]